# Prenton Park
Le Prenton Park est un stade de football situé à Birkenhead (Angleterre).
Le Tranmere Rovers FC, ainsi que l'équipe féminine et la réserve du Liverpool FC jouent leur matchs dans ce stade.
Le terrain a fait l'objet de plusieurs reconstructions, la plus récente ayant eu lieu en 1995 en réponse à l'exigence du Rapport Taylor pour devenir un stade à places assises. Le stade actuel compte 15 573 places réparties en quatre tribunes : la Kop, la Johnny King, la tribune principale et l'étable (pour les supporters à l'extérieur).
La fréquentation sur le terrain a fluctué au cours de son histoire centenaire. La plus grande fréquentation de l'histoire du stade était de 24 424 spectateurs durant le match entre Tranmere Rovers contre Stoke City en FA Cup (1972).
En 2010, 5 000 fans en moyenne ont assisté à chaque match à domicile.

## Histoire

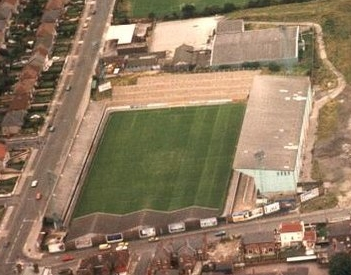
Le terrain en 1986

Tranmere Rovers FC ont été formés en 1884,, ils ont joué leurs premiers matchs au Steeles Field à Birkenhead mais en 1887, ils ont acheté un nouveau site au Tranmere Rugby Club. Le terrain était diversement appelé « l'enceinte du chemin Borough », « Ravenshaw's Field » et « South Road ». Le nom "Prenton Park" a été adopté en 1895 à la suite d'une suggestion dans la page des lettres du "Football Echo". Pas strictement dans Prenton, il est probable que le nom a été choisi car la zone était considérée comme plus haut de gamme que dans les environs de Tranmere.
Le terrain était nécessaire pour le logement et une école, Tranmere a été forcé de déménager. Depuis le 9 mars 1912, L'actuel parc de Prenton a été ouvert par le maire de Birkenhead et le conseiller George Proudman. Leur premier match a été joué contre Lancaster Town dans la Combinaison Lancashire.
Il y avait des stands (également connus sous le nom de gradins) des deux côtés du terrain, un paddock et trois terrasses ouvertes, le format général qui est resté jusqu'en 1994.
Les Projecteurs ont été installés dans le sol en septembre 1958. L'association des supporters a augmenté le coût de 15 000 £ pour les nouvelles lampes. Lorsque le manager Dave Russell a rejoint le club en 1961, l'un de ses nombreux changements influents a été de profiter des lumières en jouant régulièrement à domicile le vendredi soir plutôt que le samedi après-midi. Cela a permis aux supporters de regarder Tranmere (vendredi) et la Première Division aux côtés d'Everton FC ou de Liverpool (samedi). L'idée a été une réussite et s'est poursuivie jusqu'aux années 1990.
Au fil des ans, les diverses améliorations et réparations ont été apportées au stade. En 1968, l'ancien stand principal en bois était en mauvais état et a été remplacé. Au coût de 80 000 £, le stand principal d'aujourd'hui a été érigé et ouvert par le Ministre des Sports et l'ancien arbitre Denis Howell. En 1979, le terrassement de l'étable et du paddock a été bétonné. En 1988, la suite Tranmere a été ajoutée au stand principal avec d'autres bars et d'autres choses ont été ajoutés.
De nombreuses améliorations sur le terrain ont été motivées par des changements dans la législation. En 1985, la loi sur la sécurité des terrains de sport a entraîné une réduction de la capacité de 18 000 à 8 000 personnes,.
Le Kop End a été fermé et la capacité du stand principal a été réduite de 3 000 places car les points d'accès étaient insuffisants. 50 000 £ ont été dépensés pour des travaux de sécurité afin de maintenir une capacité de 8 000 personnes et le club n'a pas pu se permettre une nouvelle rénovation mais le plus grand changement a eu lieu en 1994 et 1995. Le Rapport Taylor a suggéré que tous les stades des deux premières divisions du football anglais ne devraient plus permettre de se tenir debout.
La réponse du club a été de réaménager en trois côtés du terrain avec les tribunes (le Borough Road Stand, le Cowshed et le nouveau Kop) et des places assises qui étaient entièrement refaits et rénovés.
La capacité du stade passe ainsi de 14 200 places au 16 587 places à l'heure d'aujourd'hui.
En 2009, l'Équipe Réserve de Liverpool FC est déplacé du Racecourse Ground à Prenton Park. En 2018, la Liverpool Football Club Women déménagé de Halton Stadium à Preston Park comme l'équipe réserve de Liverpool.

## Tribunes

Un plan de l'agencement du stade

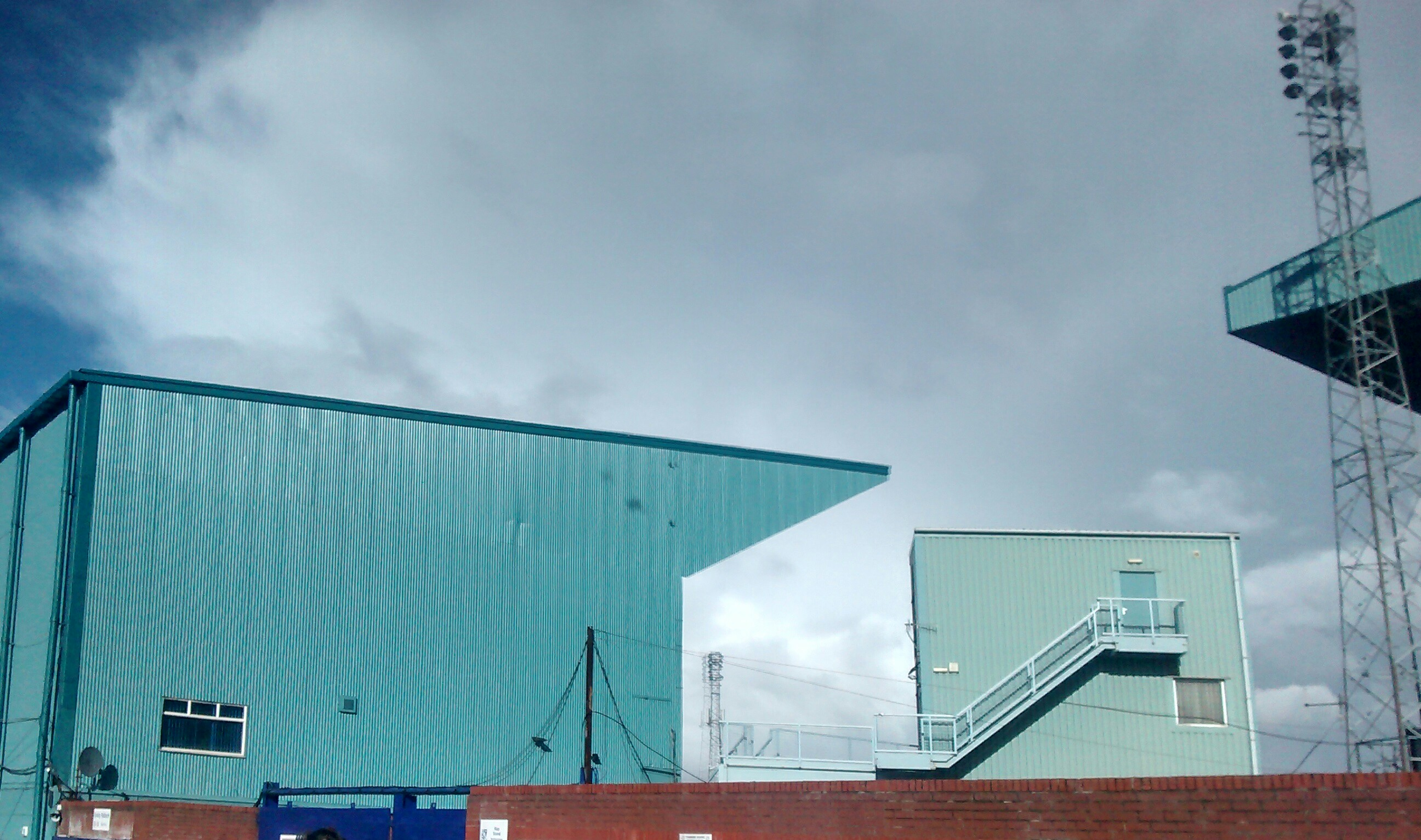
Une vue extérieure de la tribune principale en 2015

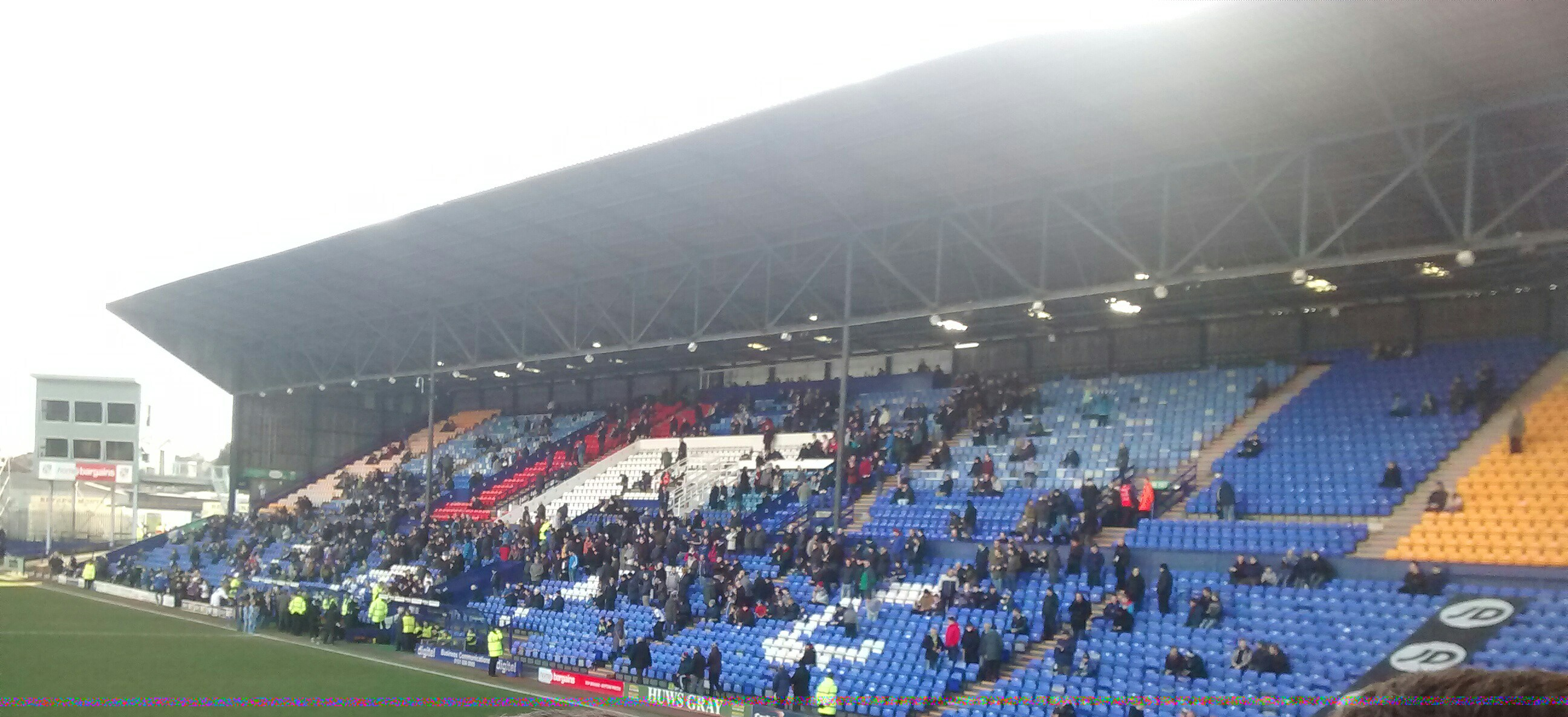
La tribune principale en 2015, vue de la tribune de Cowshed

### Tribune principale
La tribune principale est la plus ancienne de Prenton Park et a été ouverte en décembre 1968. C'est la plus grande tribune avec une capacité de 5 957 personnes. Une tribune à deux niveaux, qui est généralement divisée en trois sections principales. L'étage inférieur comprend le paddock de Bebington End (capacité de 1 150 places) et le paddock de Town End (capacité de 1 209 places) de chaque côté de la ligne médiane. Le niveau supérieur est simplement appelé la tribune principale (capacité de 3 598 places).
La tribune principale abrite la zone VIP avec les locaux de la direction du stade et plusieurs autres choses. La suite Tranmere a été ajoutée à la tribune principale en 1988 avec la suite Dixie Dean, et plus tard le stade a ajouté un bar Bunny Bell et un restaurant Dave Russell. L'ancienne structure datant de 40 ans coûte plus en plus cher en réparations.

### Kop
Le Bebington Kop, simplement appelé Kop, est une grande tribune à un seul étage avec une capacité de 5 696 places. Achevé en 1995, il a remplacé la précédente terrasse ouverte (également appelée Kop) qui se tenait derrière le but de Bebington End. À l'origine, le Kop abritait à la fois les supporteurs locaux et à l'extérieur qui était divisés au milieu, et elle était parfois entièrement dédiée aux fans à l'extérieur.
Cependant, après la demi-finale de la Coupe de la Ligue 2000 contre Bolton Wanderers FC, où le Kop a été entièrement remis aux supporters locaux, des supporteurs de Tranmere Rovers ont lancé une pétition pour réclamer le Kop. À partir de la saison 2000-2001, les fans à l'extérieur sont réunis dans The Cowshed.

### Tribune Johnny King
Construite en 1995 et anciennement connue sous le nom de la tribune Borough Road,
elle a été renommé en 2002 pour honorer l'ancien manager de Tranmere Rovers John King. La tribune longe le côté de Borough Road du terrain et une tribune assis de faible hauteur d'une capacité de 2 414 places.

### Cowshed
The Cowshed abrite des fans à Prenton Park et a une capacité de 2 500 personnes. Il dispose de sièges inclinés, à cause de la route principale qui passe derrière lui. Historiquement, il abritait les fans les plus bruyants à domicile mais il a été remplacé par des supporters adverses au début du 21e siècle.
Depuis le changement, un bar et des écrans de télévision ont été ajoutés dans les tribunes.
Le nom est dérivé de son apparence avant le réaménagement en 1995 avec un toit à 3 pics en tôle ondulée, des murs de planches de bois et un plancher de cendre qui le faisaient ressembler visuellement à un bâtiment agricole.

## Frequentation
Prenton Park a vu considérablement le nombre de supporters augmente et diminue au cours de son histoire. Le 11 mars 1912, les 8 000 visiteurs ont regardé le premier match au stade alors que Tranmere avait battu Lancaster Town 8-0.
Les premières présences variaient de 5 000 à 8 000 spectateurs mais cependant le lendemain de Noël 1921, 11 137 supporters sont allés voir le match Transmere Rovers contre la Réserve de Bolton Wanderers. Tranmere est entré dans l'English Football League durant la saison prochaine et 7 011 spectateurs ont regardé leur premier match contre Crewe Alexandra FC.
Il y avait en moyenne 6 000 spectateurs à domicile avant la suspension de la Ligue de football en raison de la Seconde Guerre mondiale.
Après la guerre, le nombre de supporter ont augmenté au début des années 60 et le nombre avait atteint des sommets de 12 000 spectateurs. La fréquentation a commencé à baisser vers la fin des années 60 jusqu'au cours des années 1970 mais le 5 février 1972 il y a eu une plus grande fréquentation de 24 424 spectateurs durant le match entre Tranmere Rovers contre Stoke City pour le quatrième tour de la FA Cup. Avec une capacité actuelle de moins de 17 000 personnes, il est peu probable que ce record de fréquentation ne soit jamais battu à l'heure actuelle.
Dans les années 80, le nombre de fréquentation dans le stade a gravement chuté durant cette période. Le 20 février 1984, le stade a enregistré le plus faible taux de participation qui était de 937 supporters durant le match entre Transmere Rovers contre Halifax Town AFC avec une victoire de 2-0 à Prenton Park. Cependant, la décennie a vu un grand nombre de supporters sur le terrain pour d'autres raisons. Le 15 avril 1989, il y a eu le désastre de Hillsborough qui a causé la mort de 96 fans de Liverpool FC et 12 000 personnes ont assisté à un service commémoratif à Prenton Park.
Dans les années 90, les succès de Tranmere Rovers ont entraînés une amélioration dans la fréquentation en atteignant environ 9 000 spectateurs par match de football. En 2010, ce chiffre était tombé à environ 5 000 spectateurs par match mais cependant 12 249 supporters ont profité d'une offre d'entrée gratuite pour regarder un match rejoué contre Notts County FC durant le 19 avril 2011.
Au cours de la saison 2011-2012, il y a eu deux offres d'administration de 5 £ étaient disponibles : l'un d'eux était un jour férié et l'autre était pour célébrer les 100 ans du stade Prenton Park (1912-2012) avec une fréquentation de 6 824 spectateurs et des nombreux événements qui était durant l'avant, à la mi-temps et à la fin du match.

## Records des Matchs

### Transmere Rovers contre Oldham (1935)
Le lendemain de Noël 1935, Tranmere affrontait l'Oldham Athletic AFC à Prenton Park dans le
Football League Third Division North. Oldham avait battu Tranmere Rovers 4-1 au match aller mais Tranmere Rovers avait gagné 13-4 lors du match retour dont neuf buts par Bunny Bell. À l'époque, l'exploit de Bell était un record individuel mais il n'a duré que quatre mois avant que Joe Payne marque 10 buts pour Luton Town FC sur ses débuts contre Bristol Rovers FC. Cependant, le total de 17 buts en un match reste un record de la ligue.

### Finales de la FA Cup Féminines
Les seules finales majeures qui se sont déroulées à Prenton Park ont été la FA Cup Women's en 1991 et 1992. La finale de 1991 a été disputée par Millwall Lionesses FC et Doncaster Rovers Belles FC. Millwall a gagné le match 1-0 devant une foule de 4 000 personnes. Le match a été diffusé en direct sur Channel 4. En 1992, Doncaster Belles est revenu pour battre Southampton Saints Girls & Ladies FC avec le score de 4-0.

### Shelbourne contre Rangers FC (1998)
Le seul rendez-vous européen de l'UEFA à Prenton Park était le premier tour de qualification de la Coupe UEFA entre Shelbourne FC (l'équipe irlandaise) et Rangers FC (l'équipe écossaise) durant le 22 juillet 1998. Il y a eu plusieurs discussions entre les deux clubs et l'UEFA en raison de craintes de violence interconfessionnelle, Prenton Park a été choisi comme lieu du match aller avec Shelbourne comme l'équipe à domicile. Le match s'est terminé 3-5 en faveur des Rangers après que Shelbourne (à l'époque une équipe semi-professionnelle) avait pris plus tôt une avance de 3-0. À la suite de ce match, les Rangers ont été condamnés d'une amende de 25 000 francs suisses et avertis par l'UEFA pour le comportement des supporters durant ce match.

## Transports
La plus proche gare au sol est Rock Ferry sur la ligne Wirral de Merseyrail à 2 km du stade. Le stade est également desservi par les lignes de bus 38B, 603, 627 et 659.